# Farnaz Shetty
Farnaz Shetty (sinh ngày 16 tháng 9 năm 1991 tại Mumbai, Ấn Độ) là một diễn viên truyền hình người Ấn Độ.
Cô từng tốt nghiệp đại học Mithibai chuyên ngành hội họa và có ý định trở thành một họa sĩ nhưng sau đó chuyển sang diễn xuất.
Năm 2013 cô đảm nhận vai diễn đầu tay trong sự nghiệp diễn xuất của mình với bộ phim Dill Ki Nazar Se Khoobsurat. Nhưng đến khi cô tham gia bộ phim Ek Veer Ki Ardaas... Veera (2014-2015) thì tên tuổi của cô mới được khán giả biết đến. Tiếp đó cô nhanh chóng hoà nhập vào làng điện ảnh và tham gia các bộ phim như Cô dâu 8 tuổi (vai Kanchan),Suryaputra Karn (2015-2016), Fear Files (2017). Chỉ sau bốn năm theo nghiệp diễn, Farnaz đã được biết đến là một trong những mỹ nhân tài sắc của làng điện ảnh Bollywood. Tuy vậy nhưng năm 2017 mới thực sự được xem là đỉnh cao của sự nghiệp khi cô có được vai nữ chính trong siêu phẩm Waaris (Bí mật người thừa kế). Bộ phim đã đánh dấu bước ngoặt lớn trong sự nghiệp của cô và đã đưa tên tuổi của cô đến gần với khán giả Indonesia và Việt Nam.
Năm 2018 Farnaz tiếp tục gây ấn tượng với khán giả Bollywood qua vai diễn Riddhi trong bộ phim Siddhivinayak.

## Các bộ phim đã tham gia
- 2013 Dill Ki Nazar Se Khoobsurat vai Tia
- 2013 Cô dâu 8 tuổi vai Kanchan
- 2014-2015 Ek Veer Ki Adraas... Veera vai Gunjan
- 2015-2016 Suryaputra Karn vai Vrushali
- 2017 Bí Mật Người Thừa Kế vai Manpreet Pawania/Manu/Preet
- 2017 Fear Files vai Siddhi
- 2018 Siddhivinayak vai Siddhi Joshi/Riddhi Sinha